# Шахти (Бахчисарайський район)
Шахти (крим. Şahtı) або Чаїр (крим. Çayır) — зникле село в Бахчисарайському районі Автономної Республіки Крим.
Розташовувалося в горах, у верхів'ях річки Качі (в ущелині правого притоку струмка Чуїн-Їлга, в улоговині між трьома вершинами Кримських гір: Анкіта (висота 816 м) з півдня, Агман (958 м) — зі сходу та на півночі — Кіскінташ (904) метра), біля північно-західних схилів Бабуган-яйли.

## Історія
У 1918 році у Першого Кримського крайового уряду генерала Сулеймана Сулькевича почалася митна війна з Українською Державою, і уряд звернув увагу на Бешуйське родовище кам'яного вугілля. Хоча місцеве вугілля було невисокої якості, це було єдине в Криму місце, де були його поклади, а в умовах митної війни крайовому уряду потрібно було зміцнити економіку півострова.
Проте, хоч якійсь промисловий видобуток вугілля розпочався вже за наступного, Другого Кримського крайового уряду Соломона Крима у 1919 році, а набрав обертів наприкінці року, коли Крим окупували Збройні Сили півдня Росії. Після втрати контролю над шахтами Донбасу білим росіянам потрібно було нове джерело палива, і розробка Бешуйських копален виявилися єдиним виходом. Збільшити обсяг видобутку допомогла Бешуйська залізниця, яку побудували за наказом головнокомандувача Петра Врангеля в 1920 році.
«За декілька десятків верст від Сімферополя були поклади вугілля. Про ці поклади було давно відомо, однак вони досі не розроблялися, хоча шари були поверхневі, розробка легка, а вугілля високої якості. Крим користувався донецьким вугіллям. Я наказав терміново досліджувати родовище й зробити розвідку для проведення до вугільних родовищ залізничної вітки від найближчої станції Сюрень. Я всіляко квапив будівництво залізничної вітки Бешуй—Сюрень, із закінченням якої була б можливість користуватися вугіллям бешуйських родовищ. До перших чисел червня (1920 року. — Ред.) видобуток вугілля сягав тисячі пудів на день, але через брак перевізних засобів (коней і возів) місячний видобуток вугілля не перевищував п'ятнадцяти тисяч пудів. Будівництво залізниці Бешуй—Сюрень, незважаючи на всі зусилля, не могло бути завершене раніше жовтня». — Петро Врангель
Шахтарське селище біля копалень на початку 1920-х років розрослося у село під назвою Шахти/Чаїр, з кримськотатарської Çayır — гірський луг, гірське угіддя. На картах село позначалося по різному: на карті 1922 року як станція залізниці Копі-кінцева, на карті 1938 року — як безіменне місце видобутку кам'яного вугілля, на інших картах як Бешуйскі копі, Шахти чи Чаїр.
У Другу світову війну мешканці ховали тут червоноармійців та червоних партизанів, тому Чаїр став першим селом, спаленим німцями в Криму. Проте, після війни Бешуйські копальні та село були відновлені.
Бешуйські копальні працювали до 1949 року, коли видобуток вугілля було припинено через нерентабельність шахт. У 1950 році була розібрана й залізниця.
Шахтарське селище розселили до 1975 року, після завершення будівництва Загірського водосховища. Ще десять років неподалік існував протитуберкульозний санаторій «Кримський» та селище обслуги.
У 1984 році територія колишнього села та копалень була включена у склад Кримського природного заповідника, а постановою Верховної Ради УРСР від 17 лютого 1987 року село Шахти було остаточно виключено зі списку сіл.